# رمکه
رمکه (به عربی: الرمکة) یک شهرداری در الجزایر است که در استان غلیزان واقع شده‌است.